# 1693
Évszázadok: 16. század – 17. század – 18. század
Évtizedek: 1640-es évek – 1650-es évek – 1660-as évek – 1670-es évek – 1680-as évek – 1690-es évek – 1700-as évek – 1710-es évek – 1720-as évek – 1730-as évek – 1740-es évek
Évek: 1688 – 1689 – 1690 – 1691 –  1692 – 1693 – 1694 – 1695 – 1696 – 1697 – 1698

## Események

### Határozott dátumú események
- május 14. – I. Lipót magyar király kiadja az Alvincziana resolutiót a Diploma Leopoldinum kiegészítésére. (A rendelet kimondta az erdélyi kancellária elválasztását a magyarországitól. A kancellária székhelyét Bécsben jelölte ki.)[1]

### Határozatlan dátumú események
- az év folyamán – Az első aranylelőhelyek Brazíliában.[2]

## Születések
- március 7. – XIII. Kelemen pápa († 1769)[3]
- május 24. – Georg Raphael Donner osztrák barokk szobrász († 1741)
- július 21. – Lord Thomas Pelham-Holles brit politikus, miniszterelnök († 1768)

## Halálozások
- január 6. – IV. Mehmed, az Oszmán Birodalom 20. szultánja (* 1642)
- március 9. – Antonio Caraffa olasz zsoldosvezér (* 1646 körül)
- augusztus 25. – Johann Christoph Bach német zenész, Johann Sebastian Bach nagybátyja (* 1645)
- szeptember 19. – Janez Vajkard Valvasor szlovén történész, geográfus (* 1641)